# 유장우
유장우(중국어 정체자: 劉長佑, 병음: Liu Changyou 리우창유[*], 1818년 - 1887년)는 청나라 말기의 관리이다. 호남성 신녕 출신으로, 자는 자묵(子默), 호는 인거(印渠)이다.

## 생애
1852년(함풍 2년)에 친구인 강충원이 창설한 초용에 가입했다. 강충원이 안휘성, 강서성에 태평천국과 전투에 나서자 그를 따라갔고, 강충원의 사후에도 태평천국과 사투를 벌였다. 1859년, 보경을 포위하고 있던 석달개 군을 이속빈과 함께 격파하고, 광서 안찰사에 발탁되었다. 이후 광서 포정사 되었고, 1860년에는 광서순무가 되었다. 재임 중에는 기강을 바로잡고, 수군을 일으켜, 대성국 군을 물리쳤으며, 상업을 진흥하고 세수를 증가시켰다.
1862년(동치 원년), 양광총독에 취임했지만, 이내 직례총독으로 전보되었다. 이후 염군과 백련교도와의 전투에 힘썼다. 1868년에 고향에 돌아왔지만, 1871년(동치 10년)에 광동순무에 기용되어 복귀했다가 다시 광서순무로 보직 이동되었다. 이때부터 프랑스의 베트남 침략이 활발해져 경계를 담당했다.
1875년(광서 원년)에 운귀총독으로 이동했는데, 재임 중에 마가리 사건(馬嘉理)이 발생했다.
1883년(광서 9년)에 은퇴했다. 1887년, 병으로 사망했으며, 사후 무신(武愼)의 시호를 주어졌다.
저서에는 《유무신공유서》(劉武愼公遺書)가 있다.

## 출전
- 《청사고》, 419권, 열전 206